# Гусев, Сергей Кириллович
Сергей Кириллович Гусев (род. 29 декабря 1948) — советский теннисист, тренер по теннису. Мастер спорта СССР.

## Биография
Родился в 1948 году в Сочи. В детстве занимался плаванием. В 12 лет увлёкся теннисом. Тренировался под руководством Юрия Васильевича Юткина. Уже в 15 лет стал впервые чемпионом РСФСР в одиночном разряде среди юношей до 18-ти лет. В следующем году выполнил норматив мастера спорта СССР и вошёл в юношескую национальную сборную СССР. Несколько раз становился чемпионом Спартакиады РСФСР, четыре раза был чемпионом России среди взрослых в одиночном и парном разрядах, дважды был финалистом первенства СССР среди юношей.
С 1965 года работал в качестве помощника главного тренера национальной сборной команды Советского Союза и Кубка Дэвиса. С 1974 по 1976 год был личным тренером Натальи Чмырёвой. С 1975 по 1977 год тренировал сестёр Сальниковых, Юлию и Аллу, которые стали чемпионками СССР.
С 1993 года является членом и квалифицированным профессиональным тренером Международной организации профессиональных тренеров, а также членом Международного теннисного Зала Славы в Ньюпорте (США). Также является членом Американской ассоциации тенниса.
Всего за годы своей работал принимал участие в спортивной подготовке более тысячи разных спортсменов. По-прежнему выступает в матчах среди ветеранов спорта.